# Dirk Audehm
Dirk Audehm (* 21. Mai 1967 in Güstrow) ist ein deutscher Schauspieler, Theaterregisseur und Sänger.

## Leben
Dirk Audehm besuchte Schulen in Güstrow und Schwerin und machte von 1983 bis 1986 eine Ausbildung zum Zootechniker. Nach seiner Armeezeit studierte er von 1989 bis 1993 an der Hochschule für Schauspielkunst „Ernst Busch“ Berlin und trat nach dem Abschluss seit erstes Engagement am Mecklenburgischen Staatstheater Schwerin an, das bis 1995 dauerte. Audehm wechselte dann bis 2000 an das Schauspiel Leipzig. In dieser Zeit hatte er daneben eine Dozentur an der dortigen Hochschule für Musik und Theater „Felix Mendelssohn Bartholdy“. In den Jahren 2000 bis 2004 war er freiberuflich tätig und spielte unter anderem an der Comödie Dresden und am Theater Magdeburg. 2004 ging Audehm an das Theater Bremen, war von 2007 bis 2011 erneut freischaffend, ehe er von 2011 bis 2016 ein weiteres Mal in Schwerin verpflichtet war. Seitdem arbeitet er wieder freiberuflich.
Wolfgang Engel, Matthias Brenner, Karin Henkel, Peter Dehler und Peter Kube waren einige Regisseure, unter denen Audehm wirkte. Selber führt Audehm auch Regie und inszenierte am Schauspiel Leipzig und dem Mecklenburgischen Staatstheater. Darüber hinaus schreibt und gestaltet er Soloprogramme und tritt als Sänger gemeinsam mit der John Carlson Band auf.
Dirk Audehm lebt in Berlin.

## Theaterrollen (Auswahl)

### Mecklenburgisches Staatstheater Schwerin
- Orest in Iphigenie auf Tauris von Johann Wolfgang von Goethe
- Titelrolle in Peer Gynt von Henrik Ibsen
- Duncan in Macbeth von William Shakespeare
- Biff in Tod eines Handlungsreisenden von Arthur Miller
- Titelrolle in Faust von Johann Wolfgang von Goethe
- Mackie Messer in der Dreigroschenoper von Bertolt Brecht und Kurt Weill

### Schauspiel Leipzig
- Brad Majors in The Rocky Horror Show von Richard O’Brien
- Pastor Hale in Hexenjagd von Arthur Miller
- Titelrolle in Parzival von Tankred Dorst
- Oronte in Der Menschenfeind von Molière
- Edmund in König Lear von William Shakespeare
- Fernando in Stella von Johann Wolfgang von Goethe

### Bremer Theater
- Sacco in Die Verschwörung des Fiesco zu Genua von Friedrich Schiller
- Titelrolle in Der Kaufmann von Venedig von William Shakespeare
- Quaqueo in Die Riesen vom Berge von Luigi Pirandello
- Itel Reding in Wilhelm Tell von Friedrich Schiller
- Frosch in Die Fledermaus von Johann Strauss

## Filmografie (Auswahl)
- 2003: Tatort – Atlantis
- 2007: Reife Leistung!
- 2009: SOKO Wismar – Haie und andere Hechte
- 2012: Unser Charly – Charly und der Hochzeitsplaner
- 2014: Alles Klara – Wikinger und Indianer
- 2014: Binny und der Geist – Bei crash cash
- 2016: Keine Ehe ohne Pause
- 2018: Praxis mit Meerblick – Der Prozess
- 2025: SOKO Leipzig: Faule Eier

## Hörspiele
- 1996: Compagnons und Concurrenten oder Die wahren Künste – Autor: Ingomar von Kieseritzky – Regie: Joachim Staritz
- 1997: Inspektor Jury küßt die Muse – Autorin: Martha Grimes – Regie: Hans Gerd Krogmann
- 1998: Ach, Sie kennen Stanley Adler nicht? – Autor: Rolf Becker – Jürgen Dluzniewski
- 2011: Herr der Fliegen – Autor: William Golding – Regie: Joachim Staritz
- 2012: Bauern, Bonzen und Bomben – Autor: Hans Fallada – Regie: Jürgen Dluzniewski